# The Dontcares
The Dontcares är ett svenskt punkband, bildat i Brandbergen 1995 av Anders Puolakanaho och Zet Enochsson. Som gitarrist togs Hannes in och som basist, Daniel Luoto. Bandet har gjort sig ett namn genom sina klassiska Rock 'n' Roll-låtar fast i snabbare tempo. "Det låter som Motörhead på 45 varv", har sagts.  
Bandet gjorde en rad spelningar i Stockholmsområdet bland annat Mera Hitlåtar 1998 samt flera spelningar på klubbar runt om i Stor-Stockholm. 
1998 fick Anders kontakt med Dirtnap Records från Portland, som var villiga att släppa bandets första 7" singel. Detta var även nytt för skivbolaget då detta var deras första släpp.
2000 valde Zet och Hannes att lämna bandet och ersattes då av Johan "Phukkin G" Gustafsson på trummor och Henrik "Doltz" Nilsson på gitarr. Samma år släpptes "Keep 'em Rolling" på Eternal Broadcast, ett independent bolag från San Francisco. 
I slutet av 2000 gjordes första turnén i Frankrike. Detta var ett inhopp för kompisarna i Puffball som tvingades avboka. I Frankrike fick bandet kontakt med en del skivbolag, bland annat Mass Production och Lollipop Records.
2001 Släpptes en 7"-split, tillsammans med det franska bandet Exxon Valdez, på Lollipop Records.
Under första hälften av 2002 skrev och spelade bandet in skivan "Ugly... but well hung!!!", 14 låtar, ca 28 minuter lång. Skivan släpptes inte förrän i maj 2003 av Mass Production och Big Bongo Records. Sommaren 2002 lämnade Phukkin G bandet för att satsa på sitt andra band och ersattes då av Kenta "Kekko the Hitman" Karlbom. December 2003 gjordes en turné i Frankrike för att promota skivan.  
2004 släpptes en split-CD med Stockholmsbandet Dims Rebellion på Kjell Hell Records.
2005 lades bandet på is. Dock gjordes en mindre turné i Frankrike sommaren 2006. 

## Medlemmar
- Anders Puolakanaho - Gitarr, sång
- Henrik Doltz Nilsson - Gitarr
- Andreas Axelsson - Bas
- Kenta Karlbom - Trummor

## Diskografi
- The Dontcares - S/T 7" (1999, Dirtnap Records)
- The Dontcares - Keep ém Rolling 7" (2000, Eternal Broadcast)
- The Dontcares/Exxon Valdez - We'll go and split on your grave Split 7" (2001, Lollipop Records)
- The Dontcares - Ugly... but well hung!!! CD (2003, Mass Productions, Big Bongo Records)
- The Dontcares/Dims Rebellion Split-CD (2004, Kjell Hell Records)